# Grande Prêmio do Japão de 2011
O Grande Prémio do Japão de 2011 foi a décima quinta corrida da temporada de 2011 da Fórmula 1.
Foi a 854.ª prova de campeonatos mundiais de Fórmula 1 desde 1950 e a 27.ª do Grande Prémio do Japão, sendo a 25.ª disputada em Suzuka.
O alemão Sebastian Vettel, ao terminar na terceira posição, garantiu a vitória no mundial de pilotos, sagrando-se o mais jovem bicampeão da história da modalidade.

## Resultados
| #                        | Nº | Piloto              | Equipe               | Q1       | Q2       | Q3        | voltas |
| ------------------------ | -- | ------------------- | -------------------- | -------- | -------- | --------- | ------ |
| 1                        | 1  | Sebastian Vettel    | RBR-Renault          | 1:33.051 | 1:31.424 | 1:30.466  | 14     |
| 2                        | 4  | Jenson Button       | McLaren-Mercedes     | 1:32.947 | 1:31.434 | 1:30.475  | 14     |
| 3                        | 3  | Lewis Hamilton      | McLaren-Mercedes     | 1:32.843 | 1:31.139 | 1:30.617  | 14     |
| 4                        | 6  | Felipe Massa        | Ferrari              | 1:33.235 | 1:31.909 | 1:30.804  | 15     |
| 5                        | 5  | Fernando Alonso     | Ferrari              | 1:32.817 | 1:31.612 | 1:30.886  | 13     |
| 6                        | 2  | Mark Webber         | RBR-Renault          | 1:33.135 | 1:31.576 | 1:31.156  | 14     |
| 7                        | 16 | Kamui Kobayashi1    | Sauber-Ferrari       | 1:32.626 | 1:32.380 | Sem tempo | 15     |
| 8                        | 7  | Michael Schumacher2 | Mercedes             | 1:33.748 | 1:32.116 | Sem tempo | 10     |
| 9                        | 9  | Bruno Senna2        | Renault              | 1:33.359 | 1:32.297 | Sem tempo | 12     |
| 10                       | 10 | Vitaly Petrov2      | Renault              | 1:32.877 | 1:32.245 | Sem tempo | 17     |
| 11                       | 14 | Adrian Sutil        | Force India-Mercedes | 1:32.761 | 1:32.463 |           | 14     |
| 12                       | 15 | Paul di Resta       | Force India-Mercedes | 1:33.499 | 1:32.746 |           | 10     |
| 13                       | 11 | Rubens Barrichello  | Williams-Cosworth    | 1:33.921 | 1:33.079 |           | 13     |
| 14                       | 12 | Pastor Maldonado    | Williams-Cosworth    | 1:33.781 | 1:33.224 |           | 14     |
| 15                       | 18 | Sébastien Buemi     | STR-Ferrari          | 1:33.064 | 1:33.227 |           | 10     |
| 16                       | 19 | Jaime Alguersuari   | STR-Ferrari          | 1:35.111 | 1:33.427 |           | 10     |
| 17                       | 17 | Sergio Perez        | Sauber-Ferrari       | 1:34.704 |          |           | 6      |
| 18                       | 20 | Heikki Kovalainen   | Lotus-Renault        | 1:35.454 |          |           | 3      |
| 19                       | 21 | Jarno Trulli        | Lotus-Renault        | 1:35.514 |          |           | 6      |
| 20                       | 25 | Jerome d'Ambrosio   | Virgin-Cosworth      | 1:36.439 |          |           | 8      |
| 21                       | 24 | Timo Glock          | Virgin-Cosworth      | 1:36.507 |          |           | 7      |
| 22                       | 22 | Daniel Ricciardo    | HRT-Cosworth         | 1:37.846 |          |           | 7      |
| Tempo dos 107%: 1:39.109 |    |                     |                      |          |          |           |        |
| DNS                      | 8  | Nico Rosberg3       | Mercedes             |          |          |           | 1      |
| DNS                      | 23 | Vitantonio Liuzzi3  | HRT-Cosworth         |          |          |           | 2      |

Notas:
↑1  - Kamui Kobayashi se classificou em sétimo por ter aberto volta rápida.
↑2  - Michael Schumacher, Bruno Senna e Vitaly Petrov decidiram não participar do Q3 para economizar pneus. Portanto foram classificados de acordo com o número do carro.
↑3  - Nico Rosberg e Vitantonio Liuzzi não participaram do treino por problemas em seus carros.

## Corrida
| #   | Nº | Piloto             | Equipe               | Voltas | Tempo       | Grid | Pontos |
| 1   | 4  | Jenson Button      | McLaren-Mercedes     | 53     | 1:30:53.427 | 2    | 25     |
| 2   | 5  | Fernando Alonso    | Ferrari              | 53     | +1.1s       | 5    | 18     |
| 3   | 1  | Sebastian Vettel   | RBR-Renault          | 53     | +2.0s       | 1    | 15     |
| 4   | 2  | Mark Webber        | RBR-Renault          | 53     | +8.0s       | 6    | 12     |
| 5   | 3  | Lewis Hamilton     | McLaren-Mercedes     | 53     | +24.2s      | 3    | 10     |
| 6   | 7  | Michael Schumacher | Mercedes             | 53     | +27.1s      | 8    | 8      |
| 7   | 6  | Felipe Massa       | Ferrari              | 53     | +28.2s      | 4    | 6      |
| 8   | 17 | Sergio Perez       | Sauber-Ferrari       | 53     | +39.3s      | 17   | 4      |
| 9   | 10 | Vitaly Petrov      | Renault              | 53     | +42.6s      | 10   | 2      |
| 10  | 8  | Nico Rosberg       | Mercedes             | 53     | +44.3s      | 23   | 1      |
| 11  | 14 | Adrian Sutil       | Force India-Mercedes | 53     | +54.4s      | 11   |        |
| 12  | 15 | Paul di Resta      | Force India-Mercedes | 53     | +62.3s      | 12   |        |
| 13  | 16 | Kamui Kobayashi    | Sauber-Ferrari       | 53     | +63.7s      | 7    |        |
| 14  | 12 | Pastor Maldonado   | Williams-Cosworth    | 53     | +64.1s      | 14   |        |
| 15  | 19 | Jaime Alguersuari  | STR-Ferrari          | 53     | +66.6s      | 16   |        |
| 16  | 9  | Bruno Senna        | Renault              | 53     | +72.6s      | 9    |        |
| 17  | 11 | Rubens Barrichello | Williams-Cosworth    | 53     | +74.1s      | 13   |        |
| 18  | 20 | Heikki Kovalainen  | Lotus-Renault        | 53     | +87.8s      | 18   |        |
| 19  | 21 | Jarno Trulli       | Lotus-Renault        | 53     | +96.1s      | 19   |        |
| 20  | 24 | Timo Glock         | Virgin-Cosworth      | 51     | +2 voltas   | 21   |        |
| 21  | 25 | Jerome d'Ambrosio  | Virgin-Cosworth      | 51     | +2 voltas   | 20   |        |
| 22  | 22 | Daniel Ricciardo   | HRT-Cosworth         | 51     | +2 voltas   | 22   |        |
| 23  | 23 | Vitantonio Liuzzi  | HRT-Cosworth         | 50     | +3 voltas   | 24   |        |
| Ret | 18 | Sébastien Buemi    | STR-Ferrari          | 11     | Roda        | 15   |        |

## Tabela do campeonato após a corrida
- Commons

Observe que somente as cinco primeiras posições estão incluídas na tabela.